# Dzwonnica w Bychawie
Dzwonnica w Bychawie – drewniana dzwonnica z 1862 roku w Bychawie w powiecie lubelskim, wpisana do rejestru zabytków nieruchomych województwa lubelskiego .
Czworokątny, na ceglanej podstawie, kryty gontem budynek wzniesiono w 1862 roku przy kościele parafialnym pw. św. Jana Chrzciciela i św. Franciszka z Asyżu. W 1986 roku odnowiono dach.

## Dzwony[2]
Dzwon Jan – dzwon ważący 900 kg, ufundowany w 1959 roku, posiada płaskorzeźbę z wizerunkiem św. Jana Chrzciciela.
Dzwon Królowa Polski – dzwon ważący 450 kg, ufundowany w 1959 roku, posiada płaskorzeźbę z repliką obrazu Matki Boskiej Częstochowskiej.
Dzwon Stanisław – dzwon ważący 150 kg, ufundowany w 1879 roku, posiada płaskorzeźbę z wizerunkiem św. Stanisława biskupa i męczennika.